# (22517) Alexzanardi
(22517) Alexzanardi est un astéroïde de la ceinture principale.

## Description
(22517) Alexzanardi est un astéroïde de la ceinture principale. Il fut découvert le 26 février 1998 à Cima Ekar par Giuseppe Forti et Maura Tombelli. Il présente une orbite caractérisée par un demi-grand axe de 2,35 UA, une excentricité de 0,07 et une inclinaison de 6,4° par rapport à l'écliptique.